# Wang Zhibao
Wang Zhibao (6 gennaio 1993) è un pugile cinese.

## Palmarès
- Campionati asiatici

Bangkok 2015: argento nei pesi supermassimi.